# Keramik
Keramik er en fællesbetegnelse for produkter af brændt ler. Leret kan efter tørring brændes i et åbent bål, en grube eller en ovn. Ved temperaturer mellem 300 og 400 grader fordamper vandet mellem lerkrystallerne. Når det udsættes for temperaturer over 500 grader nedbrydes lerkrystallerne og krystalvandet forsvinder. De nye keramiske krystaller kan ikke optage vand i sin krystalstruktur og har mistet sine plastiske egenskaber. Ved temperaturer op til 900-1000 °C er det keramiske materiale stadig porøst.Dermed er det kun delvist vandtæt og det er ikke frostsikkert.
Ved temperaturer over ca. 900-1000 °C sker der en sintring af leret, hvorved de enkelte partikler begynder at smelte sammen og porøsiteten i det keramiske materiale forsvinder. Keramikken bliver vandtæt og kan tåle frost, fordi der ikke trænger vand ind i materialet. Med temperaturer over 1000 °C forandres keramikkrystallernes struktur, og sammensmeltningen af krystallerne bliver mere og mere omfattende. Sintringsintervallet afsluttes ved den temperatur, hvor det keramiske materiale overgår til en amorf glasmasse. For kvartært ler (fra den sidste istid) ligger grænsen mellem 1250 og 1350 °C, mens tertiært ler kan brændes til højere temperaturer. Kaolin, som er råmaterialet til porcelæn, kan brændes til 1800-1900 °C uden at blive til glas.
Afhængigt af den anvendte lertype og brændingstemperatur skelnes mellem en række forskellige typer af keramik. Hertil hører:
- raku
- lertøj
- fajance
- stentøj
- porcelæn
- Teknisk keramik

Keramikken kan på overfladen være belagt med et lag keramisk glasur. Glasuren består af en lerblanding med et lavere smeltepunkt. Derved får keramikken en vandtæt overflade. Samtidig kan glasuren være dekoration.
De tidligste fund af keramik fra Danmark stammer fra Ertebølletiden.
Bornholm har en lang tradition for fremstillingen af keramiske produkter, såsom brugsting og stel. Kvaliteten af den bornholmske keramik er så høj, at den har været med til at Bornholm i 2017 blev udnævnt til første World Craft Region i Europa.

## Klinke
Klinkning er en teknik til at hele genstanden, hvis den er knust eller knækket af.